# Loma (Montana)
Loma es un lugar designado por el censo ubicado en el condado de Chouteau en el estado estadounidense de Montana. En el Censo de 2010 tenía una población de 85 habitantes y una densidad poblacional de 9,59 personas por km².

## Geografía
Loma se encuentra ubicado en las coordenadas 47°57′4″N 110°29′19″O / 47.95111, -110.48861. Según la Oficina del Censo de los Estados Unidos, Loma tiene una superficie total de 8.86 km², de la cual 8.86 km² corresponden a tierra firme y (0%) 0 km² es agua.

## Demografía
Según el censo de 2010, había 85 personas residiendo en Loma. La densidad de población era de 9,59 hab./km². De los 85 habitantes, Loma estaba compuesto por el 95.29% blancos, el 0% eran afroamericanos, el 0% eran amerindios, el 0% eran asiáticos, el 0% eran isleños del Pacífico, el 0% eran de otras razas y el 4.71% pertenecían a dos o más razas. Del total de la población el 0% eran hispanos o latinos de cualquier raza.